# Bejdy (gromada)
Bejdy – dawna gromada, czyli najmniejsza jednostka podziału terytorialnego Polskiej Rzeczypospolitej Ludowej w latach 1954–1972.
Gromady, z gromadzkimi radami narodowymi (GRN) jako organami władzy najniższego stopnia na wsi, funkcjonowały od reformy reorganizującej administrację wiejską przeprowadzonej jesienią 1954 do momentu ich zniesienia z dniem 1 stycznia 1973, tym samym wypierając organizację gminną w latach 1954–1972.
Gromadę Bejdy z siedzibą GRN w Bejdach utworzono – jako jedną z 8759 gromad – w powiecie siedleckim w woj. warszawskim, na mocy uchwały nr VI/10/18/54 WRN w Warszawie z dnia 5 października 1954. W skład jednostki weszły obszary dotychczasowych gromad Bejdy(), Klimy, Ptaszki, Roguziec, Sosenki, Suchodół Wielki, Suchodół-Wypychy i Wólka Soseńska ze zniesionej gminy Stok Ruski w tymże powiecie. Dla gromady ustalono 15 członków gromadzkiej rady narodowej.
1 stycznia 1956 gromada weszła w skład nowo utworzonego powiatu łosickiego w tymże województwie.
31 grudnia 1961 gromadę zniesiono, włączając jej obszar do gromad: Olszanka (wsie Bejdy i Klimy) i Wojnów (wsie Ptaszki, Rogóziec Skolimów, Sosenki-Jajki, Suchodów-Wypychy i Wólka Soseńska) w tymże powiecie.